# Liste der Biografien/Muller, B
Liste der Biografien |
Portal Biografien |
B Personensuche
# |
A |
B |
C |
D |
E |
F |
G |
H |
I |
J |
K |
L |
M |
N |
O |
P |
Q |
R |
S |
T |
U |
V |
W |
X |
Y |
Z |
?
 
Ma |
Mb |
Mc |
Md |
Me |
Mf |
Mg |
Mh |
Mi |
Mj |
Mk |
Ml |
Mm |
Mn |
Mo |
Mp |
Mq |
Mr |
Ms |
Mt |
Mu |
Mv |
Mw |
Mx |
My |
Mz
 
Mua |
Mub |
Muc |
Mud |
Mue |
Muf |
Mug |
Muh |
Mui |
Muj |
Muk |
Mul |
Mum |
Mun |
Muo |
Mup |
Muq |
Mur |
Mus |
Mut |
Muu |
Muv |
Muw |
Mux |
Muy |
Muz
 
Mula |
Mulb |
Mulc |
Muld |
Mule |
Mulf |
Mulg |
Mulh |
Muli |
Mulj |
Mulk |
Mull |
Mulm |
Muln |
Mulo |
Mulr |
Muls |
Mult |
Mulu |
Mulv |
Mulw |
Muly |
Mulz
 
Mulla |
Mulle |
Mullg |
Mullh |
Mulli |
Mulln |
Mullo |
Mullr |
Mully
 
Mulled |
Mullej |
Mullem |
Mullen |
Muller |
Mulles |
Mulley
 
Muller, A |
Muller, B |
Muller, C |
Muller, D |
Muller, E |
Muller, F |
Muller, G |
Muller, H |
Muller, I |
Muller, J |
Muller, K |
Muller, L |
Muller, M |
Muller, N |
Muller, O |
Muller, P |
Muller, Q |
Muller, R |
Muller, S |
Muller, T |
Muller, U |
Muller, V |
Muller, W |
Muller, X |
Muller, Y |
Muller, Z |
Mullera |
Mullerb |
Mullerh |
Mullerl |
Mullerp |
Mullers |
Mullerw |
Mullery
Die Liste der Biografien führt alle Personen auf, die in der deutschsprachigen Wikipedia einen Artikel haben. Dieses ist eine Teilliste mit 53 Einträgen von Personen, deren Namen mit den Buchstaben „Muller, B“ beginnt.

## Muller, B

### Muller, Ba
- Müller, Baal (* 1969), deutscher Autor und Verleger
- Müller, Barbara, deutsche Konzert- und Liedsängerin (Alt)
- Müller, Barbara (* 1959), deutsche Historikerin und Autorin
- Müller, Barbara (* 1966), Schweizer evangelische Kirchenhistorikerin
- Müller, Barbara (* 1983), deutsche Fußballspielerin
- Müller, Barbus, Notname eines französischen Art-Brut-Künstlers
- Müller, Bastian (1912–1988), deutscher Schriftsteller
- Müller, Bastian (* 1991), deutscher Fußballspieler

### Muller, Be
- Müller, Beat (* 1971), Schweizer Chirurg und Hochschullehrer
- Müller, Beatrice (* 1960), Schweizer Journalistin, Moderatorin und Autorin
- Müller, Beni (* 1950), Schweizer Filmregisseur, Filmproduzent und Filmeditor
- Müller, Benjamin Gottlieb († 1816), preußischer Kommunalpolitiker, erster Oberbürgermeister von Breslau
- Muller, Bennie (1938–2024), niederländischer Fußballspieler
- Müller, Benno Johann Josef (1803–1860), deutscher Benediktiner, Professor für Bibelwissenschaft
- Müller, Bernd (1940–2018), deutscher Journalist
- Müller, Bernd (* 1944), deutscher Brigadegeneral und HistorikerBernd Müller (* 1944)

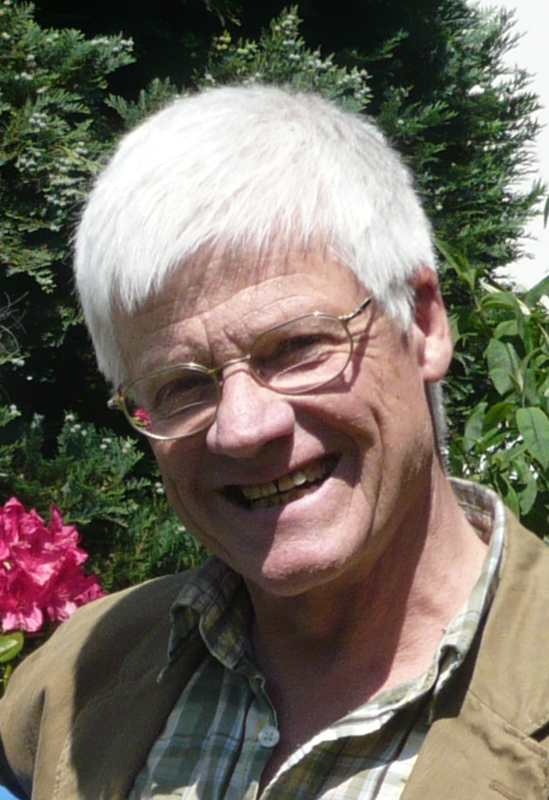
Bernd Müller (* 1944)

- Müller, Bernd (* 1949), deutscher Fußballspieler
- Müller, Bernd (* 1953), deutscher Politiker (CDU)
- Müller, Bernd (* 1955), deutscher Fußballspieler
- Müller, Bernd (* 1963), deutscher Fußballspieler
- Müller, Bernd-Martin (1963–2003), deutscher Sänger, Musiker Chorleiter und Songwriter christlicher Popmusik
- Müller, Bernhard (1557–1630), Fürstabt des Klosters St. Gallen
- Müller, Bernhard (1825–1895), deutscher Geiger
- Müller, Bernhard (1887–1970), deutscher Politiker (SPD), MdL
- Müller, Bernhard (1905–2001), deutscher Politiker (CDU) und Chemieunternehmer
- Müller, Bernhard (* 1957), Schweizer Berufsoffizier (Divisionär)Bernhard Müller (* 1957)

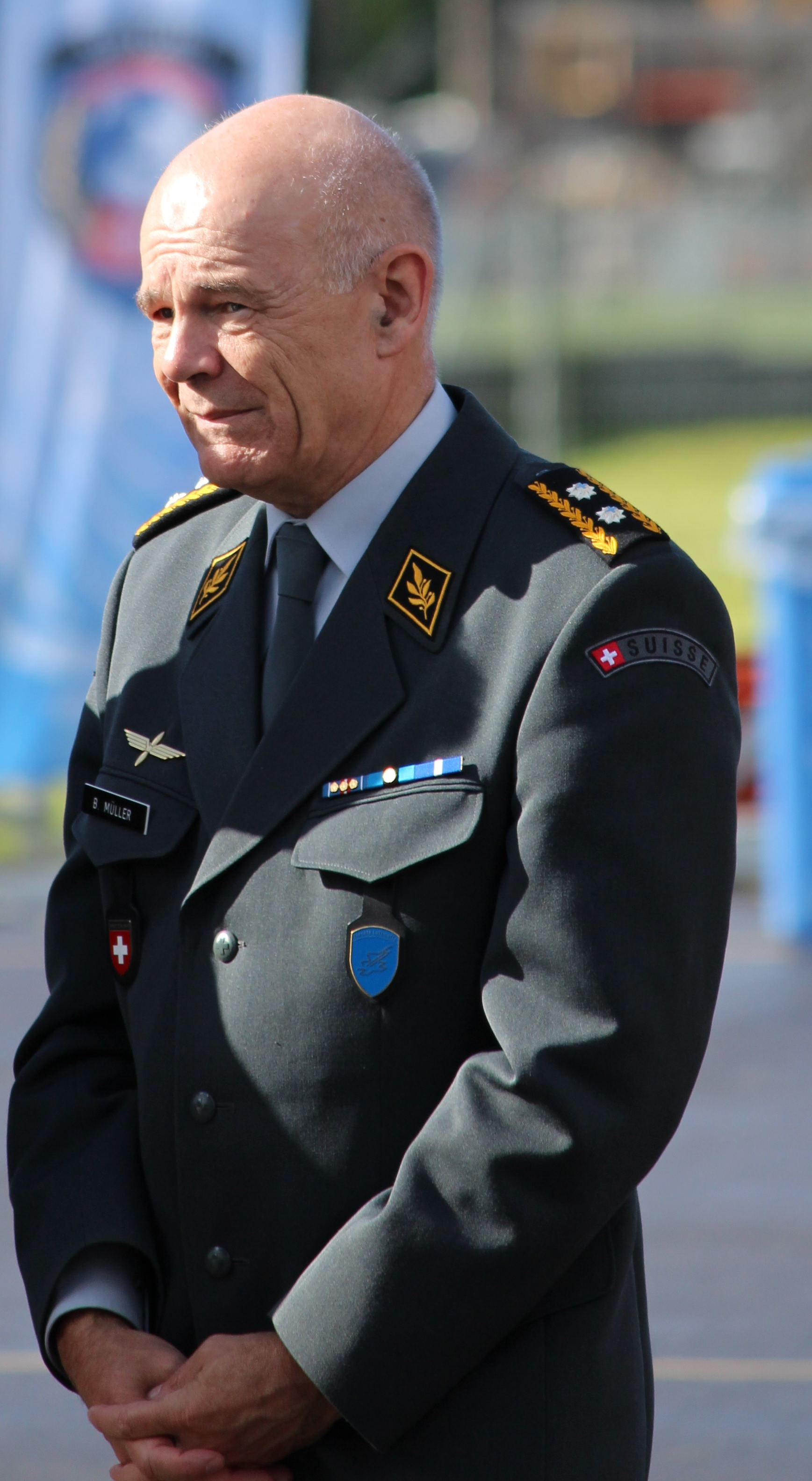
Bernhard Müller (* 1957)

- Müller, Bernhard (* 1959), deutscher Wirtschaftswissenschaftler
- Müller, Bernhard (* 1973), österreichischer Politiker
- Müller, Bernward (* 1950), deutscher Politiker (CDU), MdB
- Müller, Bert (* 1963), deutscher Fußballspieler
- Müller, Bertha Mathilde (1848–1937), österreichische Malerin
- Müller, Bertram (* 1946), deutscher Intendant und Psychotherapeut
- Müller, Bettina (* 1959), deutsche Rechtsanwältin und Politikerin (SPD), MdB (Hessen)

### Muller, Bi
- Müller, Bill (1840–1930), deutscher Kapitän und Politiker

### Muller, Bo
- Müller, Bodo (1924–2013), deutscher Romanist und Hispanist
- Müller, Bogdan (* 1988), deutscher Fußballspieler

### Muller, Br
- Müller, Brigitte (* 1957), deutsche Drehbuchautorin und Regisseurin
- Müller, Bringfried (1931–2016), deutscher Fußballspieler
- Müller, Britta (* 1971), deutsche Politikerin (parteilos, SPD), MdL
- Müller, Brunhilde (* 1942), deutsche Politikerin (FDP, DPS), MdL
- Müller, Bruno (1859–1921), deutscher evangelischer Theologe
- Müller, Bruno (1882–1945), tschechoslowakischer Geologe
- Müller, Bruno (1883–1960), deutscher Politiker und Widerstandskämpfer
- Müller, Bruno (1889–1968), deutscher Politiker und Bürgermeister von Höchst am Main
- Müller, Bruno (1902–1975), deutscher Ruderer, Olympiasieger 1928
- Müller, Bruno (1905–1960), deutscher Jurist, SS-Obersturmbannführer und OberregierungsratBruno Müller (1905–1960)

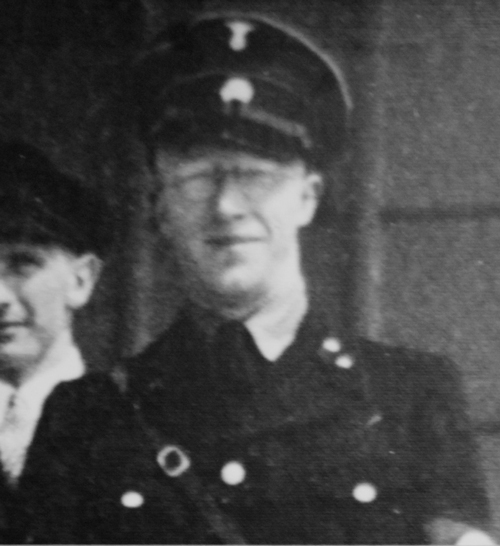
Bruno Müller (1905–1960)

- Müller, Bruno (1927–2004), deutscher DBD-Funktionär
- Müller, Bruno (1929–1989), Schweizer Maler
- Müller, Bruno (* 1969), deutscher Jazz-Gitarrist
- Müller, Bruno Albin (1879–1939), deutscher Klassischer Philologe, Realschullehrer und Bibliothekar

### Muller, Bu
- Müller, Burkhard (1939–2013), deutscher Sozialpädagoge
- Müller, Burkhard (* 1959), deutscher Autor und Literaturkritiker
- Müller, Busso von (1967–2016), deutscher Regisseur und Kameramann